# گاشوویتسه (استان سیلسیان)
گاشوویتسه (به لهستانی:  Gaszowice) یک روستا در لهستان است که در گمینا گاشوویتسه واقع شده‌است.
 گاشوویتسه  ۲٬۵۰۰ نفر جمعیت دارد.